# MacQuarrie Edge
La MacQuarrie Edge (spigolo MacQuarrie) è una scarpata rocciosa alta circa 760 m situata nella parte settentrionale delle Otter Highlands nella parte occidentale della Catena di Shackleton, nella Terra di Coats in Antartide. 
L'attuale denominazione fu assegnata nel 1971 dal Comitato britannico per i toponimi antartici (UK-APC), in onore di Alister MacQuarrie (1935–1970), meccanico dei trattori della British Antarctic Survey che aveva lavorato presso la Stazione Halley nel 1968-69.